# CBHD
Le CBHD (pour China Blue High-Definition) est un format de disque optique de grande capacité mis au point par un consortium d'industriels chinois en 2008, composé de Shinco, TCL et Tsinghua Tongfang.
Anciennement appelé CH-DVD, il utilise - comme son nom l'indique - la technologie du laser bleu pour une finesse de gravure plus grande que celle des DVD. Au niveau de la compression numérique, le format imposé par le gouvernement chinois est le codec audio et vidéo AVS, même si d'autres codecs plus standards comme le Dolby TrueHD sont utilisés sur certains CBHD. C'est un dérivé chinois du défunt HD DVD.
En mars 2009, Warner Bros. annonce son soutien au format, relançant ainsi la « guerre des formats » contre le Blu-ray sur le marché chinois.